# Charles Fellows
Charles Fellows, född i augusti 1799, död den 8 november 1860, var en engelsk fornforskare. 
Fellows upptäckte 1827 en ny väg upp till toppen av Mont Blanc, en väg som senare allmänt kom att användas av bergsbestigare. Han är dock mer känd för sina många forskningsresor i arkeologiskt syfte till Italien, Grekland och Mindre Asien. Hans främsta forskningsbragd var att han under flera resor mellan 1838 och 1844 utforskade ett stort antal gamla lykiska ruinstäder, däribland Xanthos, Tlos och Myra. Han samlade där in och beskrev de fornminnen han träffade på. En värdefull samling av dessa föremål finns numera i British Museum.
Bland Fellows skrifter märks A Journal Written During an Excursion in Asia Minor (1839), More Recent Discoveries in Ancient Lycia (1841), Account of the Xanthian Marbles (1843) och Coins of Ancient Lycia (1855).